# Deep Sengupta
Deep Sengupta est un joueur d'échecs indien né le 30 juin 1988 à Jharkhand. Grand maître international depuis 2010, il a remporté le championnat du monde des moins de 12 ans 2000, le championnat du Commonwealth en 2014 et le tournoi de Hastings à trois reprises (en 2010-2011, 2016-2017 et 2017-2018).
Abhijeet Gupta a représenté l'Inde lors du championnat du monde par équipe en 2015 et du championnat d'Asie par équipe en 2009 et 2016, remportant la médaille d'or par équipe en 2016 (il était échiquier de réserve).
Au 1er août 2017, il est le 11e joueur indien avec un classement Elo de  2 589 points.